# Andrij Rusol
Andrij Anatolijovič Rusol (in ucraino Андрій Анатолійович Русол?; Kirovohrad, 16 gennaio 1983) è un ex calciatore ucraino, di ruolo difensore.

## Carriera

### Club
Debutta nel calcio ucraino con la maglia dello Zirka Kirovohrad, nella stagione 1998-99, collezionando appena una presenza.
La stagione seguente viene comprato dal Kryvbas Kryvyi Rih, rimanendovi fino al 2003; viene dunque ceduto al Dnipro Dnipropetrovsk, squadra di cui è stato capitano dal 2008 al 2011, anno in cui si è ritirato dal calcio a causa dei continui infortuni.

### Nazionale
Ha debuttato in Nazionale il 31 maggio 2004. Al campionato del mondo 2006 in Germania ha siglato la sua rete più importante, al 4º minuto della gara contro l'Arabia Saudita, terminata 4 a 0.